# Kopfwelle
Als Kopfwelle wird in der Refraktionsseismik diejenige Welle bezeichnet, die unter dem kritischen Winkel auf eine Grenzfläche von einem seismischen Medium zu einem anderen Medium mit einer höheren seismischen Geschwindigkeit trifft und unter einem rechten Winkel vom Lot gebrochen wird. Sie läuft entlang der Grenzfläche und strahlt dabei kontinuierlich Wellenenergie unter dem kritischen Winkel zurück. Sie wird auch als (kritisch) refraktierte Welle oder – nach ihrem Entdecker Ludger Mintrop – als Mintrop-Welle bezeichnet.

## Physikalischer Hintergrund
Seismische Wellen breiten sich nach dem Huygensschen Prinzip in Gesteinsschichten aus und sind dabei den aus der Optik bekannten Effekten der Reflexion und der Brechung unterworfen. Die Brechung wird auch als Refraktion bezeichnet und meint die Richtungsänderung der sich fortpflanzenden Wellenfronten (Strahlweg) auf Grund der Änderung der Ausbreitungsgeschwindigkeit der Welle. Hierbei gilt für die Winkel und Geschwindigkeiten das Snelliussche Brechungsgesetz:
{\displaystyle {\frac {\sin(i_{0})}{v_{0}}}={\frac {\sin(i_{1})}{v_{1}}}\Leftrightarrow {\frac {\sin(i_{0})}{\sin(i_{1})}}={\frac {v_{0}}{v_{1}}}\Leftrightarrow {\frac {\sin(i_{1})}{\sin(i_{0})}}={\frac {v_{1}}{v_{0}}}}
In der Seismik werden die Geschwindigkeiten der oberen (v0) und der darunter liegenden (v1) Schicht durch das Gesteinsmaterial bestimmt, so dass bei gegebenen Einfallswinkel i0 auch der Brechungswinkel i1 vorbestimmt ist:
{\displaystyle \Rightarrow \sin(i_{1})={\frac {v_{1}}{v_{0}}}\cdot {\sin(i_{0})}}
Für den Fall, dass v1 größer ist als v0, ist damit auch i1 größer als i0:
{\displaystyle {\frac {v_{1}}{v_{0}}}>1\Rightarrow {\frac {\sin(i_{1})}{\sin(i_{0})}}>1\Rightarrow {\frac {i_{1}}{i_{0}}}>1}
Somit kann der Einfallswinkel so groß werden, dass der Ausdruck {\displaystyle \sin(i_{1})} genau den Wert 1 annimmt. Dieser Einfallswinkel wird als kritischer Winkel (ic) bezeichnet. In diesem Fall ist der Brechungswinkel exakt 90°, was einer Ausbreitung entlang der Schichtgrenze entspricht.
Bei größeren Einfallswinkeln ist die Brechung physikalisch nicht realisiert, dann tritt Totalreflexion auf.

## Die Kopfwelle in der Seismik

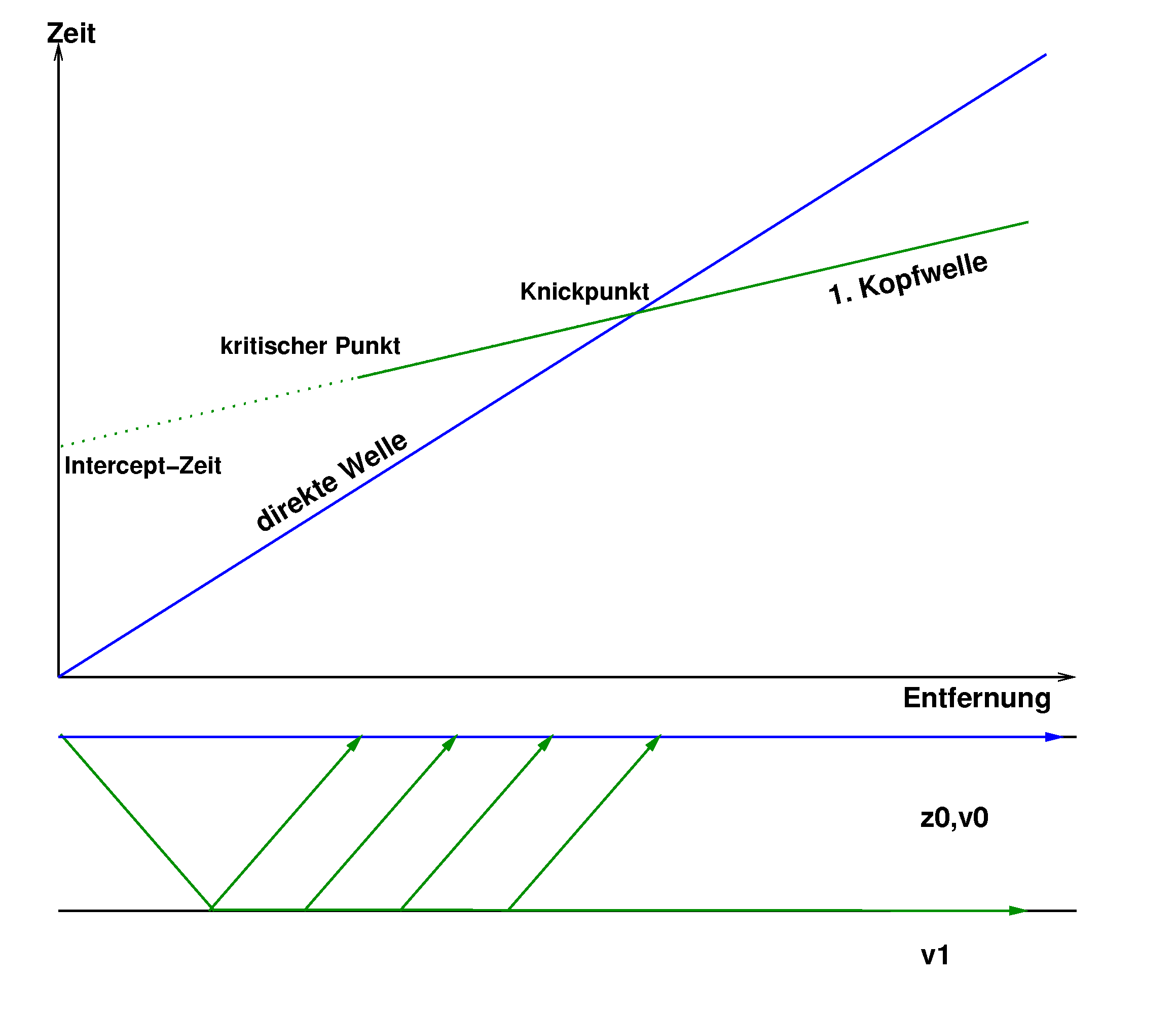
Schematische Darstellung der Strahlwege von direkter und Kopfwelle und das entsprechende Laufzeitdiagramm

Die seismische Kopfwelle zeichnet sich dadurch aus, dass sie sich parallel zur Schichtgrenze mit der Geschwindigkeit der darunterliegenden Schicht (v1) ausbreitet und dabei ständig unter dem kritischen Winkel Wellenenergie in die obere Schicht zurückstrahlt. Nach dem Brechungsgesetz von Snellius ist die Kopfwelle realisiert durch die Gleichung:
{\displaystyle \sin(i_{c})={\frac {v_{0}}{v_{1}}}}
Dennoch ist ihr Auftreten nicht trivial, da die abgestrahlte Energie theoretisch nur durch ein unendlich dünnes Strahlenbündel unter dem Winkel ic eingespeist wurde. Qualitativ kann dieser Effekt jedoch nachvollzogen werden, wenn man die an der Schichtgrenze entlangstreichende Wellenfront im elastischen Halbraum betrachtet, die nach dem Huygensschen Prinzip wiederum Sekundärwellen erzeugt.
In der schematischen Abbildung ist die Kopfwelle in grün eingezeichnet. Unten sind die Strahlwege dargestellt, darüber die entsprechenden Laufzeitkurven der direkten Welle und der Kopfwelle. Im gezeigten Beispiel ist die Laufzeitkurve eine Gerade, da sie sich mit konstanter Geschwindigkeit entlang einer ebenen Schichtgrenze bewegt. Aus dem Kehrwert der Steigung kann also direkt die seismische Geschwindigkeit {\displaystyle v_{1}} abgeleitet werden. 
Da die Kopfwelle erst nach Erreichen des kritischen Winkels existiert, ist sie an der Oberfläche erst nach einer bestimmten Entfernung messbar. Diese kritische Entfernung xc (oder der kritische Punkt) hängt ab von der Mächtigkeit z0 der oberen Schicht:
{\displaystyle x_{c}=2\cdot z_{0}\cdot \tan(i_{c})} .
Durch Rückverlängerung der Laufzeitkurve erhält man den theoretischen Schnittpunkt mit der y-Achse, die Interzeptzeit ti, die sich mathematisch ergibt aus:
{\displaystyle t_{i}={\frac {x_{c}}{\sin(i_{c})\cdot v_{0}}}={\frac {2\cdot z_{0}}{\cos(i_{c})\cdot v_{0}}}}.
Daraus folgt als Geradengleichung für die Kopfwelle:
{\displaystyle {\begin{alignedat}{2}t(x)&=t_{i}&&+{\frac {x}{v_{1}}}\\&={\frac {2\cdot z_{0}}{\cos(i_{c})\cdot v_{0}}}&&+{\frac {x}{v_{1}}}\end{alignedat}}}

In der Praxis wird die Geradensteigung und damit die Geschwindigkeit der refraktierenden Schicht jedoch erst für die Entfernungen {\displaystyle x>x_{k}}, also nach dem Knickpunkt, bestimmt.